# Hydrellia gladiator
Hydrellia gladiator är en tvåvingeart som beskrevs av Deonier 1971. Hydrellia gladiator ingår i släktet Hydrellia och familjen vattenflugor.
Artens utbredningsområde är Florida. Inga underarter finns listade i Catalogue of Life.